# 景星 (道光进士)
景星（1803年—1854年），字晴垣，号夝垣、星垣，邱氏，内务府汉军正黄旗人（属内务府正黄旗汉姓满洲旗人），籍奉天辽阳（旧称襄平）。清朝官员，进士出身，授世袭云骑尉。

## 生平
道光五年（1825）乙酉顺天乡试中举（隶内务府正黄旗旗鼓佐领豫堃下，豫堃之胞叔、内务府镶黄旗汉军、嘉慶十四年（1809年）己巳恩科进士刘氏敏惪），六年（1826）丙戌进士。历任湖南泸溪县、宁远县、（道光二十四年、二十七年两任）桃源县知县、道光二十八年郴州直隶州知州、衡州府知府、咸丰三年常德府知府等，道光丙午科乡试同考官。咸丰四年（1854）夏五月十六日，太平军攻占常德，知府景星殉难，赐祭葬，追授世袭雲騎尉（事迹载郭嵩燾《湖南褒忠录初稾》、《湖南通志》卷108）；常德协副将富勒敦亦殉难（载《左宗棠全集》）。内务府正白旗滿洲、永州府知府輝發那拉氏廷桂（字芳宇，其祖父江宁织造、粤海关监督延隆，祖姑母輝發那拉氏封道光帝之和妃 (道光帝)，堂兄进士麒慶）为其刻诗纪念（载杨钟羲《雪橋詩話余集》卷7）。诗友龍汝霖（胞弟进士龍湛霖）作《祭景晴垣太守文》（载龍汝霖《 堅白齋集》）。
父德生 (乾隆进士)曾任乾隆戊申（1788）贵州乡试正考官，绘《桃源图》；五十七年后，景星任桃源县令，看图诗叹：“辽东化鹤云千载，湘上飞凫水一涯。五十年前看花处，种花谁识待佳儿”(载李元度，《天岳山馆文钞》)。在桃源县知县任内，修整陶渊明祠（载胡鳳丹《桃花源誌》），集资刊刻《桃花源志略》（1846年刻本，唐开韶原编，道光二十一年进士胡焯(道光进士)再辑，嘉慶二十四年进士劉夢蘭后序，又有1891年重版本）。在常德府知府任上，于咸丰三年（1853）七月五日与诗友龍汝霖等七人讌集湘东郡（即衡州府）之“螺园”（衡州府知府、进士高人鑑所建），龍汝霖作《螺园饯集记》（载龍汝霖《 堅白齋集》）。
收藏印有“佑启堂秘笈印”、“襄平邱氏家藏”等。曾收藏乾隆三十七年（1772年）进士铁保的书法作品《行书画论》册页（1809）。

## 著作
- 为其父德生 (乾隆进士)作《皇清诰授朝议大夫垕圃府君年谱》。
- 《佑啓堂诗稿》十五卷，稿本，道光三年（1823年）进士雷以諴于同治元年（1862）序，科举人龙汝霖（胞弟同治元年（1862年）壬戌科进士龍湛霖）跋，含诗两千余首，稿本上有“延秋馆印”、“云海荡胸之馆印”（浙江图书馆藏，载1921年《重訂浙江公立圖書館保存類目錄》）。[2]

## 家族
- 始祖承绪，世居奉天辽阳，从龙入关，荆西兵备道。妻張氏，劉氏。胞兄承訓，承道，承忠，承教。
- 太高祖一凤。太高祖母姜氏。
- 高祖道正，候选道員。高祖母趙氏。
- 曾祖天畀。曾祖母趙氏。
- 曾叔祖父六格，由擺牙喇（内务府護軍）中雍正二年甲辰（1724）武进士，御前侍卫，诰授昭勇将军。妻李佳氏，强氏。
- 祖父武達塞（养父六格，养母李佳氏），乾隆丁卯举人，杭州织造处六品司库。祖母李佳氏（父德寧，胞兄五十）。
- 父德生，乾隆四十三年（1778年）戊戌科进士，济南府知府。母（继妻）瓜尔佳氏（父正蓝旗满洲、礼部员外郎文溥）。
- 胞伯福庆（字介村），乾隆甲午乡魁，官江南河务同知，曾任内务府正黄旗包衣第四叅領第一旗鼓佐領（据《钦定八旗通志》）。原配妻謝氏（父哈豐阿），继妻董氏（父董廣煇）。子雲麟，石麟，魁麟，墨麟。
- 胞兄卿雲。
- 嫡堂兄雲麟，嘉庆甲戌进士，广西、陕西布政使。
- 堂亲德蔭，道光甲辰进士，山西知府、河南按察使。[3]
- 嫡妻那拉氏。继妻吴氏介宜（字眉卿，1812-1851；父汉军旗人），诰封宜人，卒于长沙，归葬京师，龍汝霖作《常德府知府邱公妻吴宜人墓志铭》（载龍汝霖《堅白齋集》）。
- 子延贵（母吴氏），殇。
- 女一邱氏（母那拉氏），正蓝旗汉军、光绪丙子恩科进士胡俊章二繼妻。
- 女二邱氏（1843-1901，母那拉氏），嫁正蓝旗汉军趙文灝（字師程，1843-1893）（父趙達三，祖父趙德崇，祖伯父乾隆四十六年（1781年）辛丑科進士阿林 (乾隆进士)；属清末東三省總督趙爾巽家族）。文灝之姊赵氏，嫁内务府正白旗漢軍、道光乙巳恩科進士李氏豐安（字硯田），其曾祖父乾隆丁巳科进士李質穎（字公哲），两广、闽浙总督，总管内务府大臣。